# Chien dans le folklore et les mythes mésoaméricains

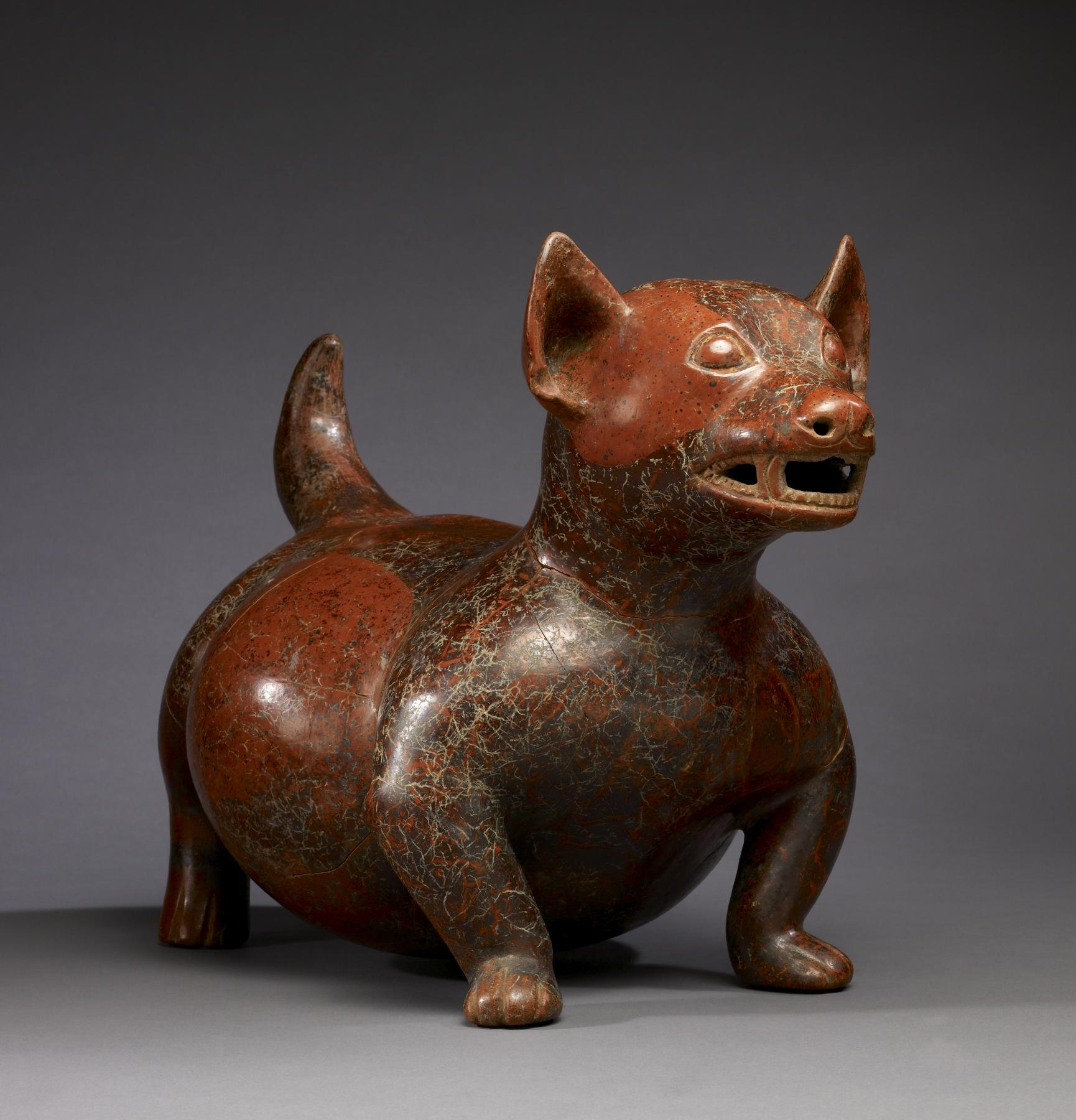
Les chiens étaient associés à la divinité Xolotl, en lien avec le monde des morts. La rondeur du corps pourrait suggérer sa valeur en tant que nourriture pour l'âme posthume (musée d'art Walters).

Les chiens occupent une place importante dans le folklore et les mythes mésoaméricains depuis la Préhistoire. Le chien, qui a été un des premiers animaux domestiqués en Mésoamérique, accompagne les morts et les guide vers l'inframonde selon une croyance répandue dans toute cette région centrée sur l'actuel Mexique ; les Nahuas du Postclassique croyaient plus particulièrement qu'un chien jaune attendait près d'un plan d'eau pour transporter le défunt, après quoi celui-ci disparaissait complètement.
À l'époque préhispanique, les chiens étaient souvent sacrifiés puis enterrés avec leur maître pour servir de guide à l'âme dans son voyage vers le monde souterrain des enfers. En particulier, les xoloitzcuintles, des chiens nus originaires du Mexique et qui étaient considérés comme une incarnation du dieu de l'inframonde que les Nahuas appelaient Xolotl, étaient consommés comme des mets de choix rituels lors des cérémonies sacrificielles, y compris dans les mariages et les funérailles. Leur présence dans les sépultures mésoaméricaines peut être retracée jusqu'à il y a plus de 9 000 ans grâce à des squelettes de xolos et des peintures rupestres représentant des xolos qui ont été trouvés par les archéologues dans les tombes de la grotte du hibou (Cueva del Tecolote) à Huapalcalco (en) ; on a aussi trouvé des restes de diverses races de chiens dans des tombes préclassiques de Colima et de Chupícuaro, des sépultures mayas, toltèques, zapotèques et aztèques ;  dans la grande métropole de Teotihuacan, à l'époque classique, 14 corps humains, la plupart d'entre eux enfants, ont été déposés dans une grotte avec les corps de trois chiens pour les guider sur le chemin de l'au-delà. Les autochtones mésoaméricains pensent également depuis une très haute antiquité que les chiens sont des gardiens et des protecteurs qui protègent leur maison des mauvais esprits et des intrus.

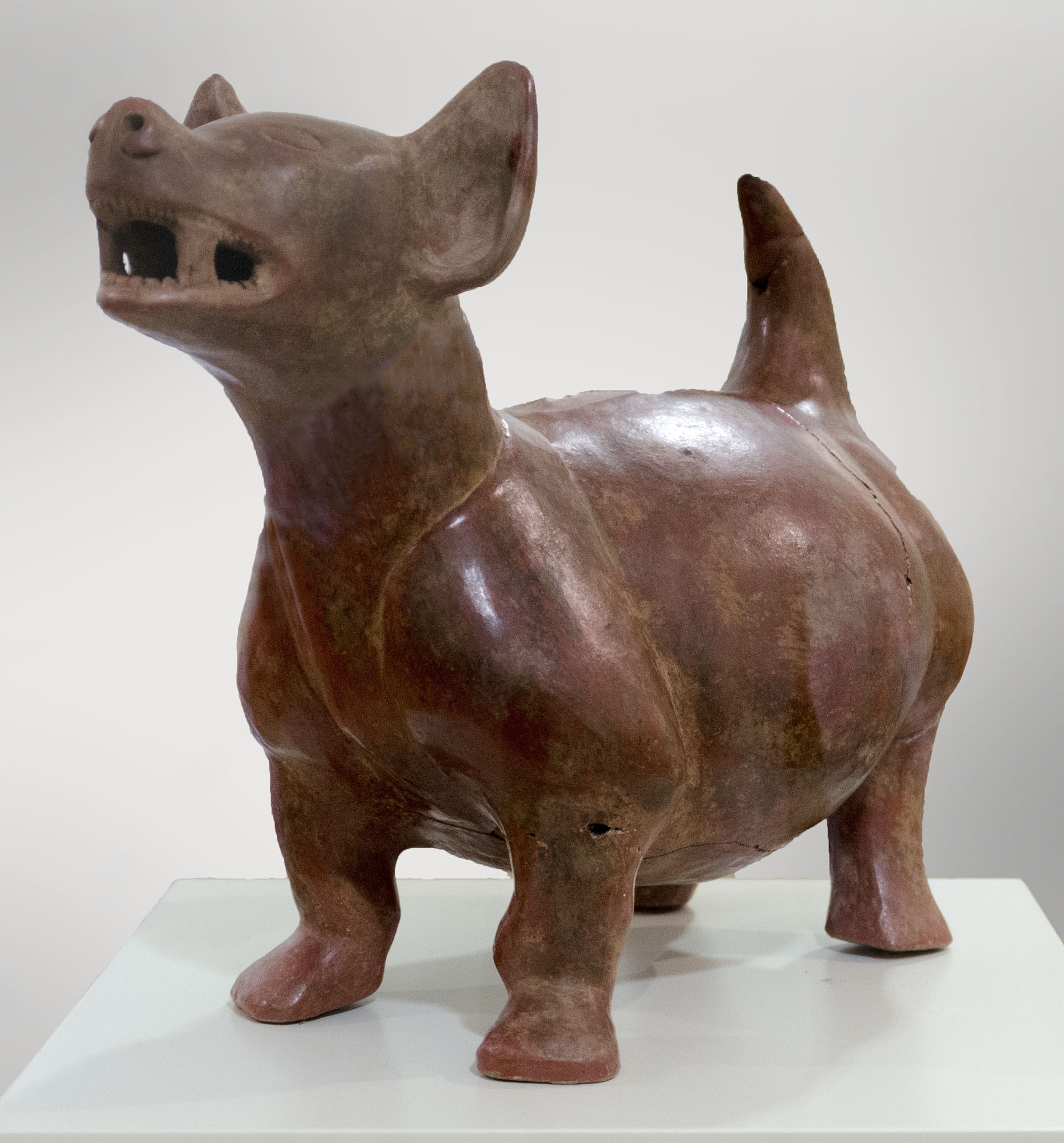
Céramique du Colima préclassique représentant un xoloitzcuintle.

Les chiens apparaissent aussi sous la forme de céramiques et dans des peintures représentant le passage au royaume des morts sur des poteries mayas datant de la période classique.

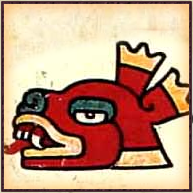
Signe du jour aztèque Itzcuintli (chien) du Codex Laud.

Dans de nombreuses versions du cycle de 20 jours du calendrier mésoaméricain, le dixième jour porte le nom de chien. Il s'agit de itzcuintli en nahuatl, la langue des Aztèques, tz'i' dans la langue kʼicheʼ maya et oc en maya yucatèque. Chez les Mixtèques, le dixième jour était occupé par le coyote, ua.

## Chez les Mayas

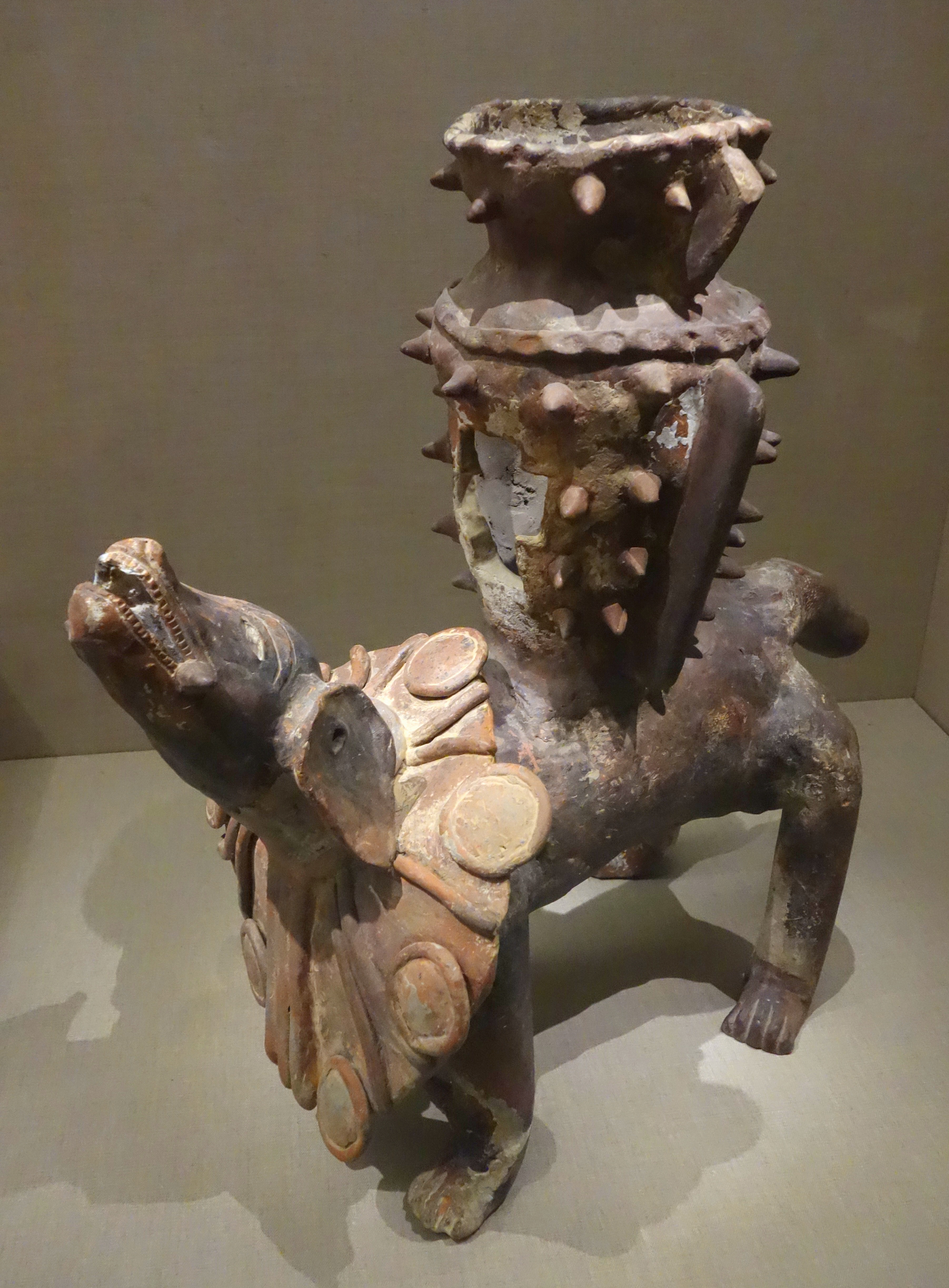
Vase ou brûleur d'encens maya postclassique en forme de chien (musée De Young)

Les sépultures mayas de la période classique sont souvent accompagnées de restes d'animaux, souvent des chiens. Par exemple, dans les ruines de la cité maya classique de Kaminaljuyu au Guatemala, un chien a été trouvé enterré avec un squelette assis, ainsi que des objets funéraires offerts au défunt. La présence fréquente de squelettes de chiens dans les sépultures des Mayas classiques confirme que la croyance selon laquelle les chiens guidaient les âmes des défunts dans leur voyage vers le monde souterrain existait déjà à cette époque.
Dans les codex mayas qui sont parvenus jusqu'à nous, le chien est parfois représenté portant une torche ce qui pourrait être une référence à la tradition maya selon laquelle le chien a apporté le feu à l'humanité.
Dans le Popul Vuh postclassique des Kʼicheʼ Maya des hauts plateaux du Guatemala, les chiens et les dindes ont tué les gens du deuxième âge en représailles des coups qu'ils leur avaient portés. Les personnes qui ont échappé à ce sort ont été transformées en singes. Un autre récit dans le Popol Vuh décrit les jumeaux Héros sacrifiant un chien qui appartenait aux Seigneurs du Monde Souterrain, également connus sous le nom de Xibalba. Une fois le chien mort, les jumeaux héros le ramènent à la vie. Les Seigneurs furent si impressionnés qu'ils demandèrent aux jumeaux de les sacrifier et de les ressusciter. Finalement, les jumeaux héros ont sacrifié les seigneurs de Xibalba et n'ont pas réussi à les ramener à la vie. C'est ainsi que les humains ont pu vivre sur terre. L'histoire associe les chiens au renouveau et à la vie humaine. Les chiens sont associés à la mort et ont pour mission de conduire les gens dans le monde souterrain. Ils représentent le feu et sont les protecteurs du foyer, deux composantes de la vie maya.

## Chez les Aztèques et leurs contemporains
Dans la mythologie aztèque, le quatrième soleil disparait lors d'une grande inondation. Un homme et une femme survivent à l'intérieur d'une bûche et sont rejetés sur une plage, où ils font rapidement un feu et rôtissent du poisson. La fumée du feu dérange les étoiles Citlallatonac et Citlalicue, ce qui met en colère le grand dieu Tezcatlipoca. Furieux, il leur coupe la tête et la coud sur leurs pattes arrière, créant ainsi les premiers chiens.

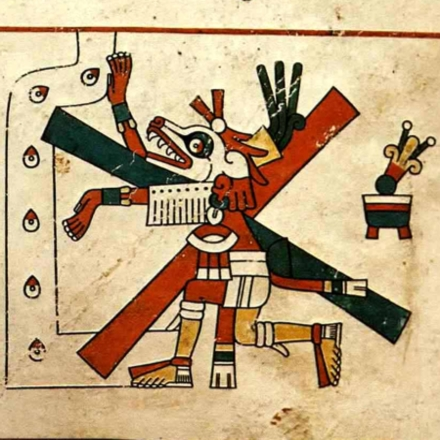
Xolotl du Codex Fejervary-Mayer du XVe siècle

Chez les Aztèques, le dieu Xolotl est un chien monstrueux. Lors de la création du Cinquième Soleil, Xolotl est chassé par la Mort mais il lui échappe en se transformant d'abord en germe de maïs, puis en feuille de maguey et enfin en salamandre dans une mare d'eau. La troisième fois que la Mort trouve Xolotl, celle-ci le piège et le tue. A partir du corps de ce chien mythologique trois aliments importants sont produits. Mictlantecuhtli, le seigneur des morts, possède dans le monde souterrain les ossements de l'homme des créations précédentes. Xolotl descend dans le monde souterrain pour voler ces os afin que l'homme puisse renaître dans la nouvelle création du Cinquième Soleil. Xolotl réussit à récupérer les os et ramène l'homme à la vie en lui perçant le pénis et en le saignant. Ce chien est considéré comme une incarnation de la planète Vénus en tant qu'étoile du soir (l'étoile du matin est son frère jumeau Quetzalcóatl). Il est le compagnon canin du Soleil, suivant son chemin à travers le ciel et le monde souterrain. Le lien étroit de Xolotl avec le monde souterrain, la mort et les morts, est démontré par les symboles qu'il porte. Dans le Codex Borbonicus, Xolotl est représenté avec un couteau dans la bouche, symbole de la mort, et a des cheveux noirs ondulés comme ceux portés par les dieux de la mort.
La quatorzième période de 13 jours du calendrier rituel tonalpohualli commençait par le jour ce itzcuintli (1-chien) et les gens, en particulier les souverains, étaient considérés comme particulièrement chanceux s'ils étaient nés ce jour-là. Le dixième jour du calendrier agricole xiuhpohualli de 20 jours xiuhpohualli, itzcuintli (chien), était gouverné par Mictlantecuhtli, le sinistre seigneur des morts. Au postclassique, lorsqu'un homme du peuple aztèque mourait, il devait passer par chacun des neuf niveaux du Mictlan, le monde souterrain. Le Mictlan n'était atteint qu'après quatre ans d'errance, accompagné d'un chien qui avait été incinéré avec le défunt. Le premier niveau de Mictlan s'appelaitApanoayan (où l'on traverse la rivière), cet endroit était également connu sous le nom d'Itzcuintlan (le lieu des chiens) en raison des nombreux chiens qui erraient sur la rive proche. Un chien qui reconnaissait son ancien maître l'emmenait sur son dos pour traverser la rivière. Selon certains récits, les chiens de la rive agissent différemment selon leur couleur : les chiens jaunes portent l'âme du défunt à travers la rivière, tandis que les chiens blancs refusent parce qu'ils viennent de se laver et les chiens noirs parce qu'ils viennent de nager dans la rivière  ou parce qu'ils sont sales.
Dans le folklore aztèque, l'ahuizotl était un monstre aquatique ressemblant à un chien avec une main au bout de sa queue enroulée. On dit qu'il vit sous l'eau près des berges des rivières et qu'il entraîne les imprudents vers une mort aquatique. L'âme de la victime était alors emportée à Tlalocan, l'un des trois paradis aztèques. Un mythe similaire existait chez les Purépechas voisins, leur dieu-chien s'appelait Uitzimengari et sauvait les âmes des noyés en les transportant jusqu'au pays des morts.

## Folklore moderne

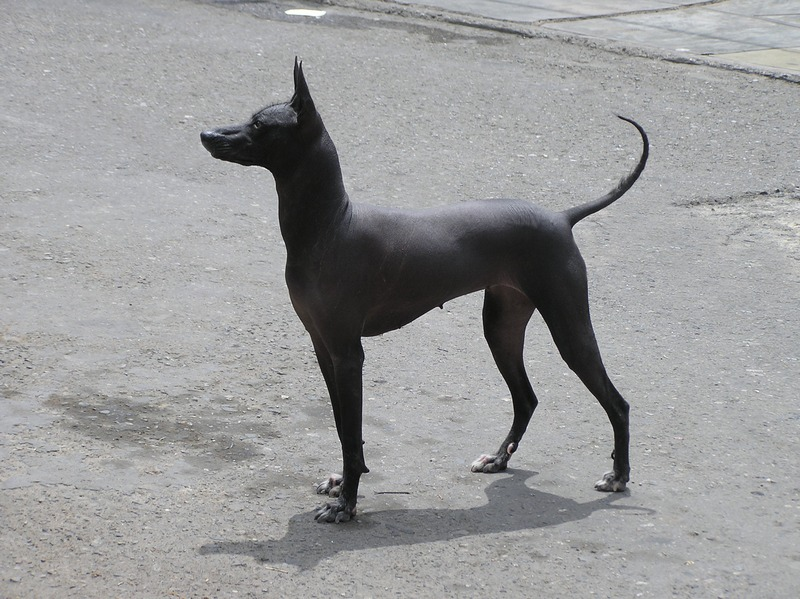
Xoloitzcuintle.

À l'époque moderne, les Chinantèques et les Mixes d'Oaxaca croient qu'un chien noir aidera les nouveaux morts à traverser une étendue d'eau, qu'il s'agisse d'une rivière ou d'une mer, jusqu'à la terre des morts,. Les Huitzilan croient qu'un chien fait traverser l'eau aux morts pour qu'ils atteignent le monde souterrain où vit le Diable.
Dans une grande partie du Mexique, les croyances populaires disent que les sorciers maléfiques sont capables de se transformer en chien noir pour s'attaquer au bétail de leurs voisins. Dans les États du Mexique central (Oaxaca, Tlaxcala et Veracruz ), un tel sorcier est connu sous le nom de nahual, tandis que dans la péninsule du Yucatan, il porte le nom de huay chivo. Un autre chien mythologique du folklore du Yucatan est le huay pek (chien-sorcier en maya yucatèque), un énorme chien noir fantôme qui attaque tous ceux qu'il rencontre et dont on dit qu'il est une incarnation du Kakasbal, un esprit maléfique,,.
Un conte populaire de Tlaxcala raconte qu'une nuit, des chasseurs ont vu un énorme chien noir et ont décidé de le capturer et de le garder. Le chien s'étant enfui à leur approche, l'un des chasseurs lui tira dessus et le blessa à une patte. En suivant la trace de sang, ils arrivèrent à une hutte de paysan richement meublée, dont le propriétaire soignait une blessure à la jambe. Ils abandonnent la poursuite et se dirigent vers le village le plus proche, où les habitants leur racontent que le paysan était un nahual qui pouvait se transformer en chien pour voler des richesse.
Les MayasTzeltal et Tzotzil des hauts plateaux du Chiapas, au Mexique, affirment qu'un chien blanc s'est accouplé avec Eve lors de la troisième création, donnant naissance aux Ladinos, tandis qu'un chien jaune a engendré les peuples indigènes.
Un conte Jakaltek des hauts plateaux du Guatemala raconte que le premier chien a été témoin de la création du monde et a couru partout pour raconter à tous les secrets de la création. Hunab' Kuh, le Dieu créateur, en a été furieux et a échangé la tête du chien contre sa queue et sa queue contre sa tête. Désormais, chaque fois qu'un chien veut parler et livrer ses secrets, il ne peut pas parler, il ne peut que remuer la queue.